# Dick Joyce
Richard John "Dick" Joyce (født 1. maj 1946 i Wellington, New Zealand) er en newzealandsk tidligere roer og dobbelt olympisk guldvinder.
Ved OL 1968 i Mexico City vandt Joyce en guldmedalje i firer med styrmand, sammen med Ross Collinge, Dudley Storey, Warren Cole og styrmand Simon Dickie. Newzealænderne vandt guldmedaljen foran Østtyskland, der fik sølv, mens Schweiz sikrede sig bronzen.
Fire år senere, ved OL 1972 i München, vandt han sit andet olympiske guld, denne gang som del af newzealændernes otter, der triumferede foran USA og Østtyskland.
Joyce vandt desuden en VM-bronzemedalje i otter ved VM 1970 i Canada, samt en EM-guldmedalje i samme disciplin i 1971 i København. På dette tidspunkt kunne roere fra hele verden deltage ved EM.

## OL-medaljer
- 1968:  Guld i firer med styrmand
- 1972:  Guld i otter